# Darkwing Duck/Episodenliste
Die Episodenliste enthält alle bisherigen Episoden der US-amerikanischen Fernsehserie Darkwing Duck, sortiert nach der Reihenfolge der Erstausstrahlung. Es wurden 91 Episoden in drei Staffeln produziert.

## Staffeln

### Disney Afternoon Staffel (1991)
| Nr. (ges.) | Nr. (St.) | Deutscher Titel                             | Originaltitel                       | Erstausstrahlung | Deutschsprachige Erstausstrahlung (ARD & Super RTL) | Drehbuch                                  | Produktionscode |
| --- | --------- | ------------------------------------------- | ----------------------------------- | ---------------- | --------------------------------------------------- | ----------------------------------------- | --------------- |
| 1 | 1         | Wirbelwind Kiki in Gefahr - Teil 1          | Darkly Dawns The Duck (1)           | 8. Sep. 1991     | 6. März 1993                                        | Tad Stones                                | 4308-052        |
| Darkwing Duck beschützt St. Erpelsburg vor Kleinkriminellen und wünscht sich einen großen Fall, den er schnell kriegt. Der inhaftierte Torro Bulba plant den Diebstahl einer Superwaffe namens „Ultrablitz“ des verstorbenen Prof. Zündelmeyer, was ihm auch gelingt. Doch um den Aktivierungscode dieser Maschine zu knacken, braucht er die Hilfe von Prof. Zündelmeiers wilder Enkelin Kiki. |           |                                             |                                     |                  |                                                     |                                           |                 |
| 2 | 2         | Wirbelwind Kiki in Gefahr - Teil 2          | Darkly Dawns The Duck (2)           | 8. Sep. 1991     | 13. März 1993                                       | Tad Stones                                | 4308-053        |
| Torro Bulba ist aus dem Gefängnis ausgebrochen und macht sich auf die Suche nach Darkwing und Kiki. Es gelingt dem Verbrechergenie, die temperamentvolle Enkelin des Professors zu kidnappen, und Darkwing macht sich mit seinem neuen Gefährten Quack zum alles entscheidenden Duell bereit. |           |                                             |                                     |                  |                                                     |                                           |                 |
| 3 | 3         | Rendezvous mit Rhoda Dendron                | Beauty And The Beet                 | 9. Sep. 1991     | 10. Juli 1993                                       | John Behnke & Rob Humphrey & Jim Peterson | 4308-018        |
| Darkwing berichtet, wie aus dem harmlosen Wissenschaftler Dr. Benjamin Buxbaum ein kriminelles Genie wurde, der die Pflanzen kontrollieren kann und selbst zu einer Pflanze wurde. Dabei spielt auch die Wissenschaftlerin Dr. Rhoda Dendron, in die Dr. Buxbaum verliebt ist, eine Rolle. |           |                                             |                                     |                  |                                                     |                                           |                 |
| 4 | 4         | Lilliput und seine Ameisenbande             | Getting Antsy                       | 10. Sep. 1991    | 1. Mai 1993                                         | Doug Langdale                             | 4308-008        |
| In St. Erpelsburg verschwindet auf mysteriöse Weise ein Gebäude nach dem anderen. Darkwing kommt dem während eines Minigolf-Ausfluges mit Kiki, Quack und Alfred Wirrfuss auf die Schliche, wird aber vom Übeltäter auf Ameisengröße geschrumpft. Dabei handelt es sich um den verrückten Lilliput, der eine Horde Ameisen kontrollieren kann. Darkwing muss sich also nicht nur um die Festnahme von Lilliput, sondern auch um seine Vergrößerung kümmern. |           |                                             |                                     |                  |                                                     |                                           |                 |
| 5 | 5         | Vampirtest für Darkwing                     | Night Of The Living Spud            | 11. Sep. 1991    | 11. Dez. 1993                                       | Steve Roberts                             | 4308-040        |
| Benni Buxbaum will sich eine Gefährtin erschaffen - doch das Experiment geht schief und statt einer Partnerin erhält er eine Vampirkartoffel. Darkwing erfährt davon und will die Kartoffel stoppen. Doch dabei begegnet er einigen Bauern, die der Meinung sind, Darkwing sei ein Vampir. |           |                                             |                                     |                  |                                                     |                                           |                 |
| 6 | 6         | Kikis Gorillafallen sind die besten         | Apes Of Wrath                       | 12. Sep. 1991    | 26. Juni 1993                                       | Dev Ross                                  | 4308-016        |
| Darkwing fliegt im Auftrag von S.H.U.S.H. mit Quack und Kiki auf eine tropische Insel, um die bekannte Anthropologin Dr. Beatrix Brutei zu finden. Doch auf der Insel findet er nichts außer einem Haufen Gorillas und den Großwildjäger Major von Hitzig. Darkwing beschuldigt die Gorillas, Dr. Brutei entführt zu haben, doch der wahre Bösewicht ist jemand komplett anderes. |           |                                             |                                     |                  |                                                     |                                           |                 |
| 7 | 7         | Direktor Ganter wird entführt               | Dirty Money                         | 13. Sep. 1991    | 29. Jan. 1994                                       | John Behnke & Rob Humphrey & Jim Peterson | 4308-004        |
| Nicht nur, dass Salpetra Schniefschnabel von der Verbrecherorganisation F.O.W.L. es geschafft hat, Geldscheine unbrauchbar zu machen, sie entführt auch noch den S.H.U.S.H.-Direktor Julius Ganter. Darkwing, der als freier Mitarbeiter für S.H.U.S.H. arbeitet, muss nicht nur Ganter retten und Schniefschnabel fangen, sondern sich auch mit dem Interimsdirektor Grizzlykopf auseinandersetzen, der Darkwing nur zu gerne aus dem Weg schaffen möchte. |           |                                             |                                     |                  |                                                     |                                           |                 |
| 8 | 8         | Megavolts blendende Idee                    | Duck Blind                          | 16. Sep. 1991    | 3. Juli 1993                                        | Len Uhley                                 | 4308-017        |
| Megavolt plant alle Glühbirnen von St. Erpelsburg aus ihrer „Sklaverei“ zu befreien. Als Darkwing ihn stellen will, dreht Megavolt die Glühbirnen in einem Lampengeschäft so weit auf, dass der Held erblindet. Mithilfe von Alfreds Erfindungen und seinem Hörsinn versucht er trotz des Handicaps Megavolt zu stoppen. |           |                                             |                                     |                  |                                                     |                                           |                 |
| 9 | 9         | Großer Häuptling Megavolt                   | Comic Book Capers                   | 17. Sep. 1991    | 13. Nov. 1993                                       | John Behnke & Rob Humphrey & Jim Peterson | 4308-036        |
| Weil sich Darkwing von den Comicverlegern, die seine Abenteuer herausgeben wollen, schwer missverstanden fühlt, beschließt er den Comic selbst zu schreiben. Doch weil er ständig von Ereignissen abgelenkt wird, lässt er seine Schreibmaschine häufig unbeaufsichtigt zurück, was Kiki, Quack, Binki Wirrfuss und sogar Megavolt nutzen, um die Geschichte nach ihren Vorstellungen zu verändern. |           |                                             |                                     |                  |                                                     |                                           |                 |
| 10 | 10        | Eine harte Nuss für Eisenbeiß               | Water Way To Go                     | 18. Sep. 1991    | 20. März 1993                                       | Dev Ross                                  | 4308-001        |
| S.H.U.S.H. sendet Darkwing nach Ölrabien, wo F.O.W.L. in Form von Eisenbeiß versucht, an deren Öl zu kommen. Mithilfe einer Wetterkontrollmaschine will er das Land überfluten, um so dieses per Seeweg anzugreifen. Währenddessen muss Darkwing auch gezwungenermaßen die Rolle des Helden an Quack abgeben. |           |                                             |                                     |                  |                                                     |                                           |                 |
| 11 | 11        | Darkwing - Ein Schwächling?                 | Paraducks                           | 19. Sep. 1991    | 23. Okt. 1993                                       | Doug Langdale                             | 4308-033        |
| Aufgrund eines Vorfalls mit einer Zeitmaschine von S.H.U.S.H. gelangen Kiki und Darkwing zurück in seine Schulzeit, in der er als Kind ohne Selbstvertrauen gezwungenermaßen Mitglied in der kriminellen Bande des King war. Als dadurch auch die Gegenwart verändert wurde, sieht sich Darkwing gezwungen, sein früheres Alter Ego Selbstvertrauen beizubringen und den King dingfest zu machen. |           |                                             |                                     |                  |                                                     |                                           |                 |
| 12 | 12        | Blüten hoch, Benny Buxbaum                  | Easy Come, Easy Grows               | 20. Sep. 1991    | 21. Aug. 1993                                       | Marion Wells                              | 4308-024        |
| Herb Wirrfuß hat einen Baum gepflanzt, auf dem Geldscheine wachsen. Kiki und Alfred verstecken ihn in Kikis Keller, bis Darkwing dahinterkommt und das Geld für sich beansprucht. Jedoch wird er wegen Geldfälscherei festgenommen, findet aber heraus, dass Benny Buxbaum dahintersteckt. |           |                                             |                                     |                  |                                                     |                                           |                 |
| 13 | 13        | Megavolts Elektrobande                      | A Revolution In Home Appliances     | 23. Sep. 1991    | 12. März 1994                                       | Gary Sperling                             | 4308-050        |
| Megavolt ist es gelungen mit einer seiner Erfindungen Elektrogeräte zum Leben zu erwecken. Mit seiner kleinen Armee will er nun die ganze Welt übernehmen, doch mit wegen einer unüberlegten Aussage von Kiki wollen diese den Spieß umdrehen und planen eine Revolution der Elektrogeräte, die Darkwing stoppen muss. |           |                                             |                                     |                  |                                                     |                                           |                 |
| 14 | 14        | Getauschtes Leid, geteilte Freud'           | Trading Faces                       | 24. Sep. 1991    | 6. Juni 1993                                        | Julia Jane Lewald & Dev Ross              | 4308-014        |
| Durch Zufall tauschen Kiki und Darkwing sowie Quack und Alfred die Körper. Doch bevor sie das rückgängig machen können, erhalten sie einen Auftrag: Eisenbeiß hat mithilfe einer Rakete die Erdrotation gestoppt und droht, die Erde zu vernichten, wenn nicht ein enormes Lösegeld gezahlt wird. |           |                                             |                                     |                  |                                                     |                                           |                 |
| 15 | 15        | Tuskerninni und seine Pinguinbande          | Hush, Hush Sweet Charlatan          | 25. Sep. 1991    | 19. Juni 1993                                       | Bruce Talkington                          | 4308-015        |
| Der scheinbar geläuterte Tuskerninni dreht einen Film, wo merkwürdige Unfälle geschehen. Tatsächlich will er einen Flop drehen, um das Filmstudio, welches über einer Ölquelle gebaut wurde, in den Ruin treiben, um so günstig an das Grundstück zu kommen. Doch Darkwing kommt ihn in die Quere. |           |                                             |                                     |                  |                                                     |                                           |                 |
| 16 | 16        | Robobär, die Geheimwaffe von Eisenbeiß      | Bearskin Thug                       | 27. Sep. 1991    | 25. Sep. 1993                                       | Bruce Talkington                          | 4308-012        |
| Die Campingsaison hat begonnen und Darkwing stürzt sich mit der wenig begeisterten Kiki sowie den Wirrfußes hinein. Jedoch ergreifen die übrigen Camper aufgrund eines Bären schlagartig die Flucht. Der Bär ist allerdings ein spezielles Haustier des F.O.W.L.-Agenten Eisenbeiß, der mit der unberührten Natur Schreckliches vor hat. |           |                                             |                                     |                  |                                                     |                                           |                 |
| 17 | 17        | Tony Taufrischs Fitness-Farm                | You Sweat Your Life                 | 30. Sep. 1991    | 12. Juni 1993                                       | Tad Stones & Pat Corcoran                 | 4308-029        |
| Die Komplizen des Fitnessgurus Tony Taufrisch, Flux und Flexa wollen die Feder eines Eroberers klauen, um ihren Chef ewige Jugend zu garantieren. Darkwing fährt somit mit der Tarnung seines Alter Egos mit den Wirrfußes in deren Farm, um den Grund für den Diebstahl zu suchen. |           |                                             |                                     |                  |                                                     |                                           |                 |
| 18 | 18        | Das gefährliche Gummihühnchen               | Days Of Blunder                     | 1. Okt. 1991     | 26. Feb. 1994                                       | Julia Jane Lewald & Marion Well           | 4308-013        |
| Bei einem Wrestling-Kampf blamiert sich Darkwing auf der Jagd nach Quackerjack vor einigen Zuschauern. Dem einst sonst so vor Selbstvertrauen strotzenden Superhelden kommen Bedenken an seine Berufung, was Quackerjack ausnutzt, um ihn mit einem gefälschten Testergebnis so sehr depressiv zu machen, dass Darkwing in den Ruhestand geht. Doch das Leben außerhalb der Verbrecherjagd ist nicht so leicht, wie er dachte. |           |                                             |                                     |                  |                                                     |                                           |                 |
| 19 | 19        | Heldenmut tut selten gut - Teil 1           | Just Us Justice Ducks (1)           | 2. Okt. 1991     | 15. Jan. 1994                                       | Jan Strnad                                | 4308-044        |
| Die fürchterlichen Fünf beginnen, St. Erpelsburg nach und nach ihrem Geschmack umzugestalten. Darkwing versucht sie aufzuhalten - doch Morgana, Stegelmann und Neptunia wollen ihm helfen. Dabei richten die drei mehr Schaden als Nutzen an, so dass Darkwing sie voller Wut verjagt. |           |                                             |                                     |                  |                                                     |                                           |                 |
| 20 | 20        | Heldenmut tut selten gut - Teil 2           | Just Us Justice Ducks (2)           | 3. Okt. 1991     | 22. Jan. 1994                                       | Kevin Campbell & Brian Swenlin            | 4308-047        |
| Die fürchterlichen Fünf haben die Stadt in ihre Gewalt gebracht. Die Enten der Gerechtigkeit (Morgana, Stegelmann, Neptunia und Dingsbums-Duck) haben sich gegen die fünf gestellt und wurden allesamt geschnappt. Nun kommt es alleine auf Darkwing Duck an. |           |                                             |                                     |                  |                                                     |                                           |                 |
| 21 | 21        | Darkwing Ducks Doppelgänger                 | Double Darkwings                    | 4. Okt. 1991     | 18. Juli 1993                                       | Kevin Campbell & Brian Swenlin            | 4308-048        |
| Der Sumpfgnom Jambalaya Jumbo will mithilfe eines magischen Pulvers Darkwing ausschalten. Doch er erwischt nur Quack, der sich als Double ausgegeben hat. Trotz dieses Fehlers nutzt Jumbo den hypotisierten Quack dazu aus, damit dieser als Darkwing Duck Verbrechen begehen kann, was das Original angesichts seines Rufes natürlich nicht durchlassen will. |           |                                             |                                     |                  |                                                     |                                           |                 |
| 22 | 22        | In den Klauen von Professor Moliarty        | Aduckyphobia                        | 7. Okt. 1991     | 31. Juli 1993                                       | Dean Stefan                               | 4308-019        |
| Durch den Biss einer radioaktiven Spinne wachsen Darkwing vier zusätzliche Arme, die ihm jedoch nicht gehorchen sowie Spinneneigenschaften. Während Alfred nach einem Gegenmittel forscht, versucht Darkwing mit seinen neuen Fähigkeit den Maulwurf Professor Moliarty zu stoppen, der die Gutmütigkeit der Spinne ausnutzt, die Darkwing gebissen hat, um eine teuflische Maschine zu bauen. |           |                                             |                                     |                  |                                                     |                                           |                 |
| 23 | 23        | Kikis galaktischer Schoßhund                | When Aliens Collide                 | 8. Okt. 1991     | 18. Dez. 1998                                       | Doug Langdale                             | 4308-021        |
| Vor den Augen von Darkwing, Kiki und den Wirrfußes-Kindern landet ein außerirdisches Raumschiff, aus dem ein anscheinend harmloses Wesen mit seltsamen Kugeln aussteigt. Kiki ist so entzückt von dem Wesen, dass sie es als Haustier bei sich aufnimmt. Doch als ein Weltraumpolizist vor der Haustür steht, wird klar, dass das Schoßhündchen nicht das ist, was es scheint. |           |                                             |                                     |                  |                                                     |                                           |                 |
| 24 | 24        | Dr. Fossils „Peng-Bumm-Theorie“             | Jurassic Jumble                     | 9. Okt. 1991     | 9. Okt. 1993                                        | Jeremy Cushner                            | 4308-056        |
| Der Dinosaurier Stegmann hat ein bekanntes Anwalt-Duo entführt und Darkwing vermutet die Spur beim inhaftierten Toto Lambrusco. Doch Kiki und Alfred verfolgen derweil die Dinosaurier-Fußabdrücke, die Stegmann hinterließ. Dadurch kommen sie auf die Spur von Dr. Fossil, der mithilfe eines Kometen ein neues Zeitalter für die Dinosaurier erschaffen will. |           |                                             |                                     |                  |                                                     |                                           |                 |
| 25 | 25        | Der Sumpfgnom und sein Schokokroko          | Can’t Bayou Love                    | 26. Sep. 1991    | 29. Mai 1993                                        | Marlowe Wiesman                           | 4308-031        |
| Darkwing schafft es mehrfach erfolgreich, die Pläne von Jambalaya Jumbo zu durchkreuzen. Dies ärgert den Sumpfgnom doch sehr und versucht einen Plan auszuhecken, wie er ihn ausschalten kann. Zu diesem Zweck entführt er Darkwings Gefährten Quack, doch der Schrecken, der die Nacht durchflattert, eilt zur Rettung. |           |                                             |                                     |                  |                                                     |                                           |                 |
| 26 | 26        | Schmutzexpertin Kiki                        | Cleanliness Is Next To Badliness    | 10. Okt. 1991    | 4. Dez. 1993                                        | Steven Hibbert & Gary Sperling            | 4308-039        |
| Weil F.O.W.L. unter Geldnot leidet, soll Eisenbeiß mit Salpetra Schniefschnabel einige Banküberfälle begehen. Dabei macht der Hahn den Fehler, seiner Kollegin zu viele Komplimente zu machen. Darkwing kommt ihnen dabei auf die Schliche, aber als die beiden Agenten Darkwings Fanclub entführen, nimmt der Fall eine dramatische Wendung. |           |                                             |                                     |                  |                                                     |                                           |                 |
| 27 | 27        | Darkwings außerirdischer Schüler            | Smarter Than A Speeding Bullet      | 11. Okt. 1991    | 5. Feb. 1994                                        | Doug Langdale                             | 4308-045        |
| Während eines Kampfes zwischen Darkwing und Eisenbeiß landet ein außerirdischer Verbrechensbekämpfer namens Kometeus vom Planeten Murks auf der Erde. Doch weil er als Verbrechensbekämpfer nicht gerade toll ist, will er beim Großmeister in die Lehre gehen, um dieses Defizit zu beseitigen. Darkwing übernimmt die Rolle und muss feststellen, dass Kometeus zwar herzensgut, aber extrem tollpatschig ist. |           |                                             |                                     |                  |                                                     |                                           |                 |
| 28 | 28        | Darkwing Ducks eisiges Rendezvous           | All’s Fahrenheit In Love And War    | 14. Okt. 1991    | 11. Sep. 1993                                       | Eric Lewald & Dev Ross                    | 4308-027        |
| Aufgrund der eisigen Kälte, die St. Erpelsburg heimsucht, beschließen Darkwing und Quack Urlaub zu machen, als sie einen Fall aufnehmen, in dem Glühwürmchen mithilfe ihrer glühenden Hinterteile Gold schmelzen und es so spurlos stehlen. Die Spur führt zu der merkwürdigen Eisalinde von der Frost, die nicht nur Darkwing das Blut in den Adern gefrieren lässt. |           |                                             |                                     |                  |                                                     |                                           |                 |
| 29 | 29        | Videospiel mit Quackerjack                  | Whiffle While You Work              | 15. Okt. 1991    | 14. Aug. 1993                                       | Ellen Svaco & Collen Taber                | 4308-023        |
| Das Videospiel Whiffle Boy hat St. Erpelsburg im Sturm erobert. Auch Kiki liebt dieses Spiel und schafft es sogar ins Finale des Turniers. Der Einzige, der Whiffle Boy nicht wohlgesinnt ist, ist Quackerjack, dessen Firma von Whiffle Boy aus dem Geschäft gedrängt wird. Daher will er die Endausscheidung zwischen Kiki und Darkwing sabotieren. |           |                                             |                                     |                  |                                                     |                                           |                 |
| 30 | 30        | Gefahr aus dem Traumland                    | Ghoul Of My Dreams                  | 16. Okt. 1991    | 18. Dez. 1993                                       | John Behnke & Rob Humphrey & Jim Peterson | 4308-041        |
| Mithilfe des Traumkobolds Morpheus schafft es Morgana Makaber Verbrechen zu begehen, indem der Kobold den Opfern Träume vorgaukelt. Darkwing, der in Morgana verliebt ist, will sie von ihrem kriminellen Leben befreien, doch er schickt sie mithilfe von Schlafsand ins Traumland, wo sie Morpheus schutzlos ausgeliefert ist. |           |                                             |                                     |                  |                                                     |                                           |                 |
| 31 | 31        | Das Wirrfuß-Programm                        | Adopt-a-con                         | 21. Okt. 1991    | 13. Feb. 1994                                       | Steve Roberts                             | 4308-046        |
| Unbeabsichtigt trägt sich Darkwing für ein Resozialisierungsprogramm für Schwerverbrecher ein und bekommt per richterlichem Beschluss den Ganovenregisseur Tuskerninni zugewiesen. Zwar muss er sich nun um ihn kümmern, doch er bezweifelt, dass sein Rivale geläutert sei. Seine Zweifel sind berechtigt, Tuskerninni plant einen neuen Coup, doch Darkwing braucht dringend die Beweise. |           |                                             |                                     |                  |                                                     |                                           |                 |
| 32 | 32        | Quackerjacks Spielteufel                    | Toys Czar Us                        | 22. Okt. 1991    | 20. Feb. 1994                                       | Ellen Svaco & Colleen Taber               | 4308-043        |
| Quackerjack plant die Regale aller Spielzeugläden in St. Erpelsburg mit seinen gefährlichen Produkten zu füllen, um so die Konkurrenz so aus dem Geschäft zu drängen. Darkwing stellt sich ihm zwar mutig in die Quere, doch die Hyperaktivität seiner Adoptivtochter Kiki erfordert auch eine neue Erziehungsweise, die die Verbrecherjagd extrem schwierig werden lässt. |           |                                             |                                     |                  |                                                     |                                           |                 |
| 33 | 33        | Das Geheimnis um Darkwings Geburt           | The Secret Origins Of Darkwing Duck | 23. Okt. 1991    | 17. Dez. 1998                                       | Jan Strnad                                | 4308-055        |
| In ferner Zukunft gilt Darkwing Duck als Mythos, welcher auch die junge Kikirella fasziniert. Der Hausmeister des Museums, in der Darkwings Kleidung ausgestellt ist, erzählt ihr und ihrem Freund eine etwas andere Geschichte über die Geburt und den Wachstum des Mythos von Darkwing Duck und Fiesoduck. |           |                                             |                                     |                  |                                                     |                                           |                 |
| 34 | 34        | Darkwings tierische Verkleidung             | Up, Up, And Awry                    | 24. Okt. 1991    | 26. Dez. 1993                                       | Dev Ross                                  | 4308-042        |
| Während eines Coups von Megavolt taucht der motorisierte Superheld Dingbums Duck auf und kann den Schurken aufhalten. Aufgrund dessen wird er von den Bürgern von St. Erpelsburg als absoluter Held verehrt, was Darkwing unheimlich verärgert. Dingsbums bietet Darkwing ein Bündnis an, doch wie üblich spielt sein Ego nicht mit. |           |                                             |                                     |                  |                                                     |                                           |                 |
| 35 | 35        | Lord Fiesoducks finsteres Reich             | Life, The Negaverse, And Everything | 25. Okt. 1991    | 5. März 1994                                        | Kevin Campbell & Brian Swenlin            | 4308-049        |
| Darkwing wird von den Untergebenen von Fiesoduck, den fürchterlichen Fünf, in das Kontrauniversum geworfen und landet in einem St. Erpelsburg des Bösen, welches von Fiesoduck beherrscht wird und wo alles anders ist: Kiki und Herb Wirrfuß Jr. sind liebe und ruhige Kinder, während Quack und der Rest der Wirrfußens böse sind. Dabei bekommt der verfolgte Darkwing unerwartete Hilfe von vier unerwarteten Personen. |           |                                             |                                     |                  |                                                     |                                           |                 |
| 36 | 36        | Eddie Erpel, mit allen Wassern gewaschen    | Dry Hard                            | 28. Okt. 1991    | 5. Sep. 1993                                        | Kevin Campbell & Brian Swenlin            | 4308-026        |
| In St. Erpelsburg herrscht eine wochenlange Hitzewelle und ausgerechnet dann werden die Trinkwasserreserven von St. Erpelsburg verseucht. Dahinter steckt der Wasserlieferant Knut Flut, der von Darkwing zwar erwischt wird, aber durch einen Unfall in einen Aufbereiter mit dem Gift landet und zum Herren aller liquiden Stoffe wird, der Liquidator. |           |                                             |                                     |                  |                                                     |                                           |                 |
| 37 | 37        | Quack und die Para-Dingsda                  | Heavy Mental                        | 29. Okt. 1991    | 25. Juli 1993                                       | Kevin Campbell & Brian Swenlin            | 4308-020        |
| Sowohl S.H.U.S.H. als auch F.O.W.L. arbeiten an sogenannten Normastrahlern, die gewissen Personen enorme psychische Kräfte verleihen soll. Während sich Quack freiwillig am S.H.U.S.H.-Programm beteiligt und tatsächlich solche Kräfte bekommt, ist F.O.W.L.-Agent Major Schleifenstein mit seinem Gerät erfolglos. Daher bedient er sich der S.H.U.S.H.-Maschine mit der zwei inkompetente Untergebene bestrahlt werden. |           |                                             |                                     |                  |                                                     |                                           |                 |
| 38 | 38        | Fiesoducks fiese Flinte                     | Disguise The Limit                  | 30. Okt. 1991    | 25. Dez. 1998                                       | Doug Langdale                             | 4308-063        |
| Weil Fiesoduck als Darkwing Duck verkleidet etliche Verbrechen begeht, wird dieser mit einem hohen Kopfgeld gesucht. Da S.H.U.S.H.-Leiter Ganther weiß, dass Darkwing unschuldig ist, lässt er ihn mit einem Tarnometer bestrahlen, so dass Darkwing sich in jede Person verwandeln kann, die er ansieht. Doch das Gerät geht kaputt und Darkwing ist nicht gewillt, auf die Reparatur zu warten, sondern seine Unschuld und die Schuld von Fiesoduck zu beweisen. |           |                                             |                                     |                  |                                                     |                                           |                 |
| 39 | 39        | Darkwings vermurkste Verbrecherjagd         | Planet Of The Capes                 | 31. Okt. 1991    | 23. Dez. 1998                                       | Ellen Svaco & Colleen Taber               | 4308-061        |
| Das Volk vom Planeten Murks, zu dem Darkwings außerirdischer Schüler Kometeus dazugehört, benötigt die Hilfe von Darkwing. Dieser freut sich tierisch auf eine echte Aufgabe, bemerkt aber schnell, dass die Murksianer allesamt Superhelden mit Superkräften sind. Jedoch ist ihr Normalius verschwunden, so dass sie niemanden zur Protektion haben. Darkwing erhofft sich einen Fall, doch seine eigentliche Aufgabe sieht ganz anders aus. |           |                                             |                                     |                  |                                                     |                                           |                 |
| 40 | 40        | Darkwing Dublone                            | Darkwing Doubloon                   | 1. Nov. 1991     | 19. März 1994                                       | Bruce Reid Schaeffer                      | 4308-051        |
| Darkwing erzählt die Geschichte eines seiner Vorfahren, Darkwing Dublone, der als Steuermann und Diener des Königs Herb arbeitet, bis das Schiff von den Fürchterlichen Fünf gekapert und ausgeraubt wird. Dublone gelingt es zwar die Piraten zu überlisten, jedoch bleibt Kiki versehentlich zurück. Somit haben Fiesoduck und seine Mannen ein Druckmittel gegen Dublone für den Schatz. |           |                                             |                                     |                  |                                                     |                                           |                 |
| 41 | 41        | Buxbaum und seine Christbaumbande           | It’s A Wonderful Leaf               | 4. Nov. 1991     | 22. Dez. 1998                                       | John Behnke & Rob Humphrey & Jim Peterson | 4308-060        |
| Es ist Weihnachtszeit in St. Erpelsburg. Doch der Pflanzen-Erpel-Hybrid Benni Buxbaum findet diese Zeit alles andere als besinnlich und so beschließt er alle Weihnachtsbäume zu einer Revolte aufzurufen und den Bewohnern das Weihnachtsfest zu vermiesen. Schon bald richten sich die Bäume gegen die Bewohner und Darkwing hat alle Hände voll zu tun, um St. Erpelsburg das Weihnachtsfest zu retten. |           |                                             |                                     |                  |                                                     |                                           |                 |
| 42 | 42        | Multitalent Megavolt                        | Twitching Channels                  | 5. Nov. 1991     | 27. Dez. 1998                                       | John Behnke & Rob Humphrey & Jim Peterson | 4308-065        |
| Megavolt hat ein Gerät entwickelt, dass es ihm ermöglicht, durch das Strom- und Funknetz von St. Erpelsburg zu schlüpfen und in allen unterschiedlichen Elektrogeräten hervorzukommen. Als er eine Super-Fernbedienung von Herb Wirrfuß stiehlt, heftet sich Darkwing an seine Fersen. Durch einen Trick gelingt es Megavolt, Darkwing in die „reale Welt“ zu transformieren, wo jeder von ihnen Darkwing als Serienheld feiert. Doch trotz allem kommt ihm das sehr merkwürdig vor. |           |                                             |                                     |                  |                                                     |                                           |                 |
| 43 | 43        | Der mit dem Großfuß tanzt                   | Dances With Bigfoot                 | 6. Nov. 1991     | 8. Mai 1993                                         | Ellen Svaco & Colleen Tabe                | 4308-069        |
| Darkwing ist verschwunden! Sofort machen sich Kiki und Alfred auf die Suche nach ihm und stoßen so auf die Spur von Großfüßen, Wilde aus dem Urwald. Es gelingt den beiden zwar, Darkwing aufzuspüren, aber der wird anscheinend als Gottheit verehrt, ohne zu wissen, was die Großfüße wirklich vorhaben. |           |                                             |                                     |                  |                                                     |                                           |                 |
| 44 | 44        | Die Kohlkopfmonster                         | Twin Beaks                          | 7. Nov. 1991     | 10. Apr. 1993                                       | Tad Stones & Jan Strnad                   | 4308-067        |
| Während sich Quack in einer parapsychologischen Phase befindet, verschwinden die Eltern von Alfred spurlos. Als einzige Spur hat Darkwing nur einen merkwürdigen Kohlkopf, den die Familie Wirrfuß von Alfreds Tante Trudi aus Zwickwick erhalten hat. Der Fall wird immer mysteriöser, zumal Benni Buxmann anscheinend nach verstorben ist. |           |                                             |                                     |                  |                                                     |                                           |                 |
| 45 | 45        | Darkwing im Dünger-Dilemma                  | The Incredible Bulk                 | 8. Nov. 1991     | 25. Dez. 1998                                       | Gary Sperling                             | 4308-062        |
| Benni Buxbaum findet ein Mittel, welches Pflanzen und anderen Lebewesen enorme Körperkräfte verleiht. Dieses gibt er dann mehrere Pflanzen, die den körperlich schwächeren Darkwing verprügeln. Also stellt sich Darkwing einem neuen Trainingsprogramm, welches aber nicht anschlägt. Deswegen schluckt er den Dünger der Pflanzen und bekommt so Kräfte, die nicht ohne Nebenwirkungen sind. |           |                                             |                                     |                  |                                                     |                                           |                 |
| 46 | 46        | Ein schaurig schöner Valentinstag           | My Valentine Ghoul                  | 11. Nov. 1991    | 24. Apr. 1993                                       | Doug Langdale                             | 4308-068        |
| Morgana und Darkwing feiern den Valentinstag auf einem Friedhof - dabei geraten die dabei aneinander und Morgana beendet die Beziehung. Fiesoduck, der das mitbekommen hat, beschließt, nun mit Morgana eine Beziehung einzugehen, um ihre Magie zu nutzen. Als Darkwing versucht, Morgana zurückzugewinnen, beschließt Morgana, dass die drei doch zusammen auf den nächsten Tag verbringen können. |           |                                             |                                     |                  |                                                     |                                           |                 |
| 47 | 47        | Darkwings letzte Chance                     | Dead Duck                           | 12. Nov. 1991    | 20. Dez. 1998                                       | Carter Crocker                            | 4308-058        |
| Darkwing stirbt bei der Jagd nach Megavolt, als er gegen eine Mauer prallte. Megavolt selbst wird als Medienstar gefeiert, während Darkwings Geist auf die Erde zurückkehrt, um ihm das Handwerk zu legen. Doch als Geist ist das unmöglich und so braucht er nicht nur die Hilfe von Quack, Kiki und Morgana, sondern auch noch gute Ideen um Tod und Teufel zu entkommen. |           |                                             |                                     |                  |                                                     |                                           |                 |
| 48 | 48        | Quack oder Duck, das ist die Frage          | A Duck By Any Other Name            | 13. Nov. 1991    | 17. Apr. 1993                                       | Pat Corcoran                              | 4308-006        |
| Bei einem Einsatz sieht ein Reporter Darkwing Duck und Quack. Leider verwechselt er die beiden und so entsteht das Gerücht, dass Quack Darkwing sei. Während Darkwing verzweifelt versucht, seinen Ruf wiederherzustellen, versucht der Verbrecher Tuskerninni, Quack umzubringen. |           |                                             |                                     |                  |                                                     |                                           |                 |
| 49 | 49        | Ein Held wird aufpoliert                    | Let’s Get Respectable               | 14. Nov. 1991    | 26. Dez. 1998                                       | Bruce Reid Schaeffer                      | 4308-064        |
| Weil Darkwing als mysteriöser und zu gewalttätiger Verbrechensbekämpfer in St. Erpelsburg unbeliebt ist, wird er von Kiki und Alfred zu einem Imagewechsel überredet. So wird er vom Schrecken, der die Nacht durchflattert, zu einem hilfsbereiten und vertrauenswürdigen Helden des kleinen Mannes, vor dem die Bürger keine Angst mehr haben und den sie lieben. Doch einer will ihn auf den Boden der Tatsachen zurückholen: sein fieser Doppelgänger Fiesoduck. |           |                                             |                                     |                  |                                                     |                                           |                 |
| 50 | 50        | Superagent Derrik Bunt                      | In Like Blunt                       | 15. Nov. 1991    | 27. März 1993                                       | Kevin Campbell & Brian Swenlin            | 4308-002        |
| Weil immer mehr S.H.U.S.H.-Agenten sterben, soll Darkwing mit der Agentenlegende Derrik Bunt arbeiten. Darkwing, der Bunt für seine Filme und Ausrüstung verehrt, soll mit ihm Bunts alten Erzrivalen Ferdinand Greif dingfest machen, der für die Verschwinden der Agenten verantwortlich ist. Doch die Legende ist nicht das, was sich Darkwing erhoffte und so muss er sich tierisch zusammenreißen. |           |                                             |                                     |                  |                                                     |                                           |                 |
| 51 | 51        | Drachentöter Darkwing                       | Quack Of Ages                       | 18. Nov. 1991    | 21. Dez. 1998                                       | Joe Olson                                 | 4308-059        |
| Quackerjack plant die Vernichtung der Jo-Jos. Weil Darkwing ihm aber zuvor kam, reist er nun mit seinem Zeitkreisel zurück ins Jahr 1295, um das Ur-Jo-Jo von König Herb, einem Vorfahr von Herb Wirrfuß, zu zerstören und die Geschichte der Spielzeuge damit zu verändern. Darkwing und Quack folgen ihm, doch der verrückte Spielzeugmacher ist längst sein engster Vertrauter geworden, der versuchen will, Darkwing aufgrund Schwarzer Magie-Kenntnisse zu brandmarken. |           |                                             |                                     |                  |                                                     |                                           |                 |
| 52 | 52        | Quackerjacks Zeitkreisel                    | Time And Punishment                 | 19. Nov. 1991    | 15. Mai 1993                                        | Dev Ross                                  | 4308-070        |
| Durch Zufall werden bei einem Einsatz Megavolt, Quackerjack und Kiki einige Jahrzehnte in die Zukunft geschleudert. Dort herrscht ein Terror-Regime der besonderen Art: Aus Trauer über den Verlust von Kiki, hat Darkwing beschlossen, jede Art von Verbrechen (wobei er auch einen schlechten Haarschnitt als solches wertet) auf die härteste Art zu bestrafen - und er bewacht die Stadt mit den modernsten technischen Mitteln. Als er von der Zeitmaschine erfährt, plant Darkwarrior, wie er sich nun nennt, die Vergangenheit der Menschheit zu verändern, indem er frühere Gesetzestexte verschärft. |           |                                             |                                     |                  |                                                     |                                           |                 |
| 53 | 53        | Quackerjack und Megavolt                    | Stressed To Kill                    | 20. Nov. 1991    | 3. Apr. 1993                                        | Doug Langdale                             | 4308-066        |
| Darkwing verfolgt eine Spur von Verbrechen gegenüber einigen Geschäften. Doch die Geschäftsinhaber zeigen weder Angst noch Furcht, sondern Desinteresse. Dahinter stecken Quackerjack und Megavolt, die durch Darkwings Jähzorn aber entkommen können. Dieser Jähzorn bringt Darkwing dazu, sich in eine Anti-Stressklinik einzuweisen, die jedoch von den beiden verrückten Schurken geführt wird. Sie entspannen Darkwing so sehr, so dass die beiden freie Hand für ihre Taten haben. |           |                                             |                                     |                  |                                                     |                                           |                 |
| 54 | 54        | Das Darkwing Duck Team                      | The Darkwing Squad                  | 21. Nov. 1991    | 22. Mai 1993                                        | Dev Ross                                  | 4308-071        |
| S.H.U.S.H. erteilt Darkwing einen besonderen Auftrag: er soll die Top-Agenten der Organisation mit seinen Methoden vertraut machen und sie ausbilden. Damit erlangt er zwar die volle Unterstützung von Direktor Ganther, aber auch den Zorn von Grizzlykopf, der seine Karriere bei S.H.U.S.H. am Ende sieht. Eisenbeiß von F.O.W.L. versucht diesen Umstand auszunutzen und Grizzlykopf zum Überlaufen zu bewegen. |           |                                             |                                     |                  |                                                     |                                           |                 |
| 55 | 55        | Darkwing Duck bekommt Konkurrenz            | Inside Binkie’s Brain               | 22. Nov. 1991    | 7. Aug. 1993                                        | Doug Langdale                             | 4308-072        |
| Bei einem Unfall im Garten von Familie Wirrfuß bekommt Binki eine Bowlingkugel an den Kopf. Von nun an ist sie „das Argusauge von St. Erpelsburg – die Hüterin der Sicherheit“. Dies passt Darkwing jedoch gar nicht und auch Megavolt will Binki aus dem Weg räumen. |           |                                             |                                     |                  |                                                     |                                           |                 |
| 56 | 56        | Mortadello, das Geheimnis aus der Schachtel | The Haunting Of Mr. Banana Brain    | 25. Nov. 1991    | 28. Aug. 1993                                       | Dev Ross                                  | 4308-073        |
| Darkwing, Kiki und Quack erinnern sich an einen besonderen Fall. In diesem Fall wurde eine merkwürdige Spielkiste von Quackerjack geklaut, in die der Dämon Mortadello gefangen war und versehentlich befreit wurde. In Quackerjacks Puppe Meister Bananengrips will er seinen Hunger nach Schabernack stillen. |           |                                             |                                     |                  |                                                     |                                           |                 |
| 57 | 57        | Glibbermonster Kiki Erpel                   | Slime Ok, You’re Ok                 | 26. Nov. 1991    | 18. Sep. 1993                                       | Gordon Bressack                           | 4308-074        |
| Aufgrund eines neuen Mittels von Benni Buxmbaum verwandelt sich Kiki in ein schleimiges Glibbermonster mit enormen Appetit. In der Zwischenzeit versucht Buxbaum mit seinen eigenen Monstern St. Erpelsburg unsicher zu machen, wird aber von Darkwing und Kiki aufgehalten. Darkwing würde nur zu gerne die neuen Kräfte von Kiki zur Verbrecherjagd nutzen, doch diese haben eine fatale Nebenwirkung. |           |                                             |                                     |                  |                                                     |                                           |                 |
| 58 | 58        | Kikis fliegendes Geschichtsbuch             | Whirled History                     | 27. Nov. 1991    | 31. Okt. 1993                                       | Doug Langdale                             | 4308-077        |
| Kiki schläft beim Lernen für die Schule ein und träumt das sie mit ihrem Geschichtsbuch durch die Geschichte fliegt. Dort lernt sie unter anderem Marko Polo und Christoph Kolumbus kennen. Da sie dabei jedoch schlafwandelnd quer durch St. Erpelsburg läuft versucht Darkwing sie wieder nach Hause zu bringen. Doch Megavolt hat da ganz andere Pläne. |           |                                             |                                     |                  |                                                     |                                           |                 |
| 59 | 59        | Quacks außerirdische Entführung             | U.F. Foe                            | 28. Nov. 1991    | 17. Okt. 1993                                       | Dev Ross                                  | 4308-076        |
| Quack wurde von Außerirdischen entführt. Darkwing und Kiki kommen dem auf die Spur und sind bei der zweiten Landung dabei. Dabei stellt sich heraus, dass Quack und Prinzessin Tia sich von Kindesbeinen an kannten und nun heiraten werden. Darkwing kommt das sehr merkwürdig vor und stellt Nachforschungen an, die auf ein schreckliches Geheimnis des Adjutanten Blieb stoßen. |           |                                             |                                     |                  |                                                     |                                           |                 |
| 60 | 60        | Superstar B.B. - Darkwing ade               | A Star Is Scorned                   | 29. Nov. 1991    | 16. Dez. 1998                                       | Haskell Barkin & Tad Stones               | 4308-081        |
| Darkwings Fernsehserie ist auf einem Rekordtief und soll ausgerechnet durch Benni Buxbaum neuen Schwung kriegen. Darkwing selber ist empört über die Entscheidung von Herr Trixie, muss sich aber aufgrund seines Vertrages beugen. Buxbaums Popularität wächst schwunghaft, doch was Trixie wirklich vor hat, kann für Darkwing sehr fatal werden. |           |                                             |                                     |                  |                                                     |                                           |                 |
| 61 | 61        | Kikis heldenhafte Karriere                  | The Quiverwing Quack                | 2. Dez. 1991     | 6. Nov. 1993                                        | Dev Ross                                  | 4308-078        |
| Fiesoduck ist empört. Ausgerechnet Darkwing verrät ihm, dass er nicht der Nummer-eins-Bösewicht von St. Erpelsburg ist. Dementsprechend will er seinen Ruf aufpeppen, wird allerdings von Kiki, die sich als Superheldin Flitzebogen-Quack ausgibt, aufgehalten. Darkwing, in seinem Ego unübertroffen, fühlt sich gedemütigt, dass ausgerechnet seine eigene Adoptivtochter als neuer Superheld gefeiert wird, was Fiesoduck ausnutzen will. |           |                                             |                                     |                  |                                                     |                                           |                 |
| 62 | 62        | Solo für Darkwing Duck                      | Jail Bird                           | 3. Dez. 1991     | 27. Nov. 1993                                       | Doug Langdale & Michael Maurer            | 4308-080        |
| Darkwing erwischt die Fürchterlichen Fünf dabei, wie sie das Juwel von Quackzecotl klauen. Mit Ausnahme von Fiesoduck gelingt es ihm auch die Bande dingfest zu machen. Doch um Fiesoducks Versteck herauszufinden, muss er sich mit ihnen ins Hochsicherheitsgefängnis für Superschurken begeben und sich verhaften lassen. Dies gelingt ihm auch und während er die Fürchterlichen Fünf beschattet, die wiederum Darkwing an die Federn wollen, macht Fiesoduck eine erstaunliche Entdeckung. |           |                                             |                                     |                  |                                                     |                                           |                 |
| 63 | 63        | Das dämonische Duo                          | Dirtysomething                      | 4. Dez. 1991     | 19. Dez. 1998                                       | Katie Kuch & Cheryl Scarbrough            | 4308-082        |
| Pech für Salpetra Schniefschnabel. F.O.W.L. entsendet sie zu einem gigantischen Raubzug zur Finanzierung der Organisation und das ausgerechnet mit ihrer Schwester Gloria Glibbrich, die das genaue Gegenteil von ihr ist: sie liebt Schmutz und Dreck. Beide planen für den Coup ein Fahrzeug mit integriertem Schmutzwerfer, um den Leuten von St. Erpelsburg das Geld aus den Taschen zu saugen. Darkwing macht sich daran, den Fall zu lösen, hat aber nicht mit Kikis neuem Recycling-Tick gerechnet. |           |                                             |                                     |                  |                                                     |                                           |                 |
| 64 | 64        | Das Drachenbaby von Kung Pao                | Kung Fooled                         | 5. Dez. 1991     | 2. Okt. 1993                                        | Victor Cook & George Johnston             | 4308-075        |
| Darkwing folgt dem Schurken Professor Moliarty bis in die chinesische Stadt Kung Pao und kann ihn dort dingfest machen. Bei der Gelegenheit besucht er seinen alten Quack Fu-Meister Schmus, der mittlerweile ein luxuriöses Leben als Schauspieler führt. Doch Darkwing gelingt es nicht, die Anerkennung seines Meisters zu gewinnen, da er den Weg des Quack Fu verloren hat und die Techniken nicht kann. Ein Fall mit Affenninjas wird zur Bewährungsprobe für ihn. |           |                                             |                                     |                  |                                                     |                                           |                 |
| 65 | 65        | Pech gehabt, Darkwing Duck                  | Bad Luck Duck                       | 6. Dez. 1991     | 20. Nov. 1993                                       | Michael Maurer                            | 4308-079        |
| Darkwing und Fiesoduck landen bei einer luftigen Verfolgungsjagd auf einer Insel, in der ein Schamane gerade mit seinem Juwel allerlei Voodoozauber durchführt. Fiesoduck stiehlt das Juwel und kann entkommen. Daraufhin wird sein Verfolger aufgrund der Ähnlichkeit der Erpels vom Schamanen mit dem Fluch des ewigen Pechs belegt. Darkwing merkt schnell, dass es kein einfacher Hokuspokus war und muss den Juwel zurückbringen. |           |                                             |                                     |                  |                                                     |                                           |                 |

### ABC Staffel 1 (1991)
| Nr. (ges.) | Nr. (St.) | Deutscher Titel                 | Originaltitel              | Erstausstrahlung | Deutschsprachige Erstausstrahlung (Super RTL) | Drehbuch                       | Produktionscode |
| --- | --------- | ------------------------------- | -------------------------- | ---------------- | --------------------------------------------- | ------------------------------ | --------------- |
| 66 | 1         | Das Zeitalter der Maulwürfe     | That Sinking Feeling       | 7. Sep. 1991     | 28. Dez. 1998                                 | Tad Stones                     | 4308-007        |
| In St. Erpelsburg verschwinden Gebäude und Fahrzeuge, wobei nur riesige Löcher zurückbleiben. Darkwing und Quack springen in eins der Löcher und kommen auf die Spur von Professor Moliarty, der mit den Maulwürfen die Erdoberfläche erobern will. Zu diesem Zweck will er mit einer Mondfinsternis die Sonne verdunkeln, doch Darkwing stellt sich ihm entgegen. |           |                                 |                            |                  |                                               |                                |                 |
| 67 | 2         | Ist Kiki eine Lügnerin?         | Film Flam                  | 14. Sep. 1991    | 29. Dez. 1998                                 | Bruce Reid Schaeffer           | 4308-034        |
| Kiki wird Zeuge, wie ein Kettensägen schwingender Zombie aus einer Kinoleinwand hervorkommt, doch niemand glaubt ihr. Deswegen wird ihr ein Verbot für gewaltenthaltende Filme ausgesprochen. Doch als Darkwing ebenfalls Zeuge wird, wie ein Außerirdischer aus der Leinwand entspringt, wird ihm klar, dass Kiki die Wahrheit gesagt hatte. Tuskerninni, der filmemachende Schurke, nutzt dazu eine Projektionskamera, um die Filmfiguren in die Realität zu holen.         |           |                                 |                            |                  |                                               |                                |                 |
| 68 | 3         | Megavolts Sohn                  | Negaduck                   | 21. Sep. 1991    | 30. Dez. 1998                                 | Steve Roberts                  | 4308-025        |
| Megavolt hat eine Maschine gebaut, mit der er die Positronen von den Elektronen trennen kann. Als Darkwing einschreitet, wird er versehentlich davon getroffen und wird so in einen guten und einen bösen Darkwing gespalten. Ein Test von Quack, Alfred und Kiki soll herausfinden, wer der Richtige ist. Jedoch geschieht den dreien ein Fehler, so dass der böse Darkwing entkommt und mit Megavolt ein Team bilden will.                                                  |           |                                 |                            |                  |                                               |                                |                 |
| 69 | 4         | Pilze, Pizza und Parfüm         | Fungus Amongus             | 28. Sep. 1991    | 31. Dez. 1998                                 | Dev Ross                       | 4308-010        |
| Tiere stehlen überall in St. Erpelsburg Lebensmittel. Darkwing nimmt die Fährte auf und kommt dabei leicht ins Gruseln, als er die Makaber Pilz GmbH unter die Lupe nimmt. Darkwing verliebt sich dabei in die Vorstandsvorsitzende Morgana Makaber, die jedoch mit den Übeltätern unter einer Decke steckt. Die Firma plant mit ihrem Coup die komplette Pizzaindustrie aus dem Geschäft zu drängen.                                                                         |           |                                 |                            |                  |                                               |                                |                 |
| 70 | 5         | Kikis Debüt als Dame            | Slaves To Fashion          | 5. Okt. 1991     | 1. Jan. 1999                                  | Gary Sperling                  | 4308-037        |
| Binki Wirrfuß hat es sich in den Kopf gesetzt, aus der quirligen und wilden Kiki eine ruhige und nette Dame für den Schulball zu machen. Darkwing stimmt dem zu und so versucht Binki mit viel vergeblicher Liebesmüh Kiki umzukrempeln, wogegen diese sich stemmt. Doch der neuste Coup des raffinierten Schurkenregisseurs Tuskerninni sorgt später doch für große Überraschungen.                                                                                          |           |                                 |                            |                  |                                               |                                |                 |
| 71 | 6         | Neptunia! Neptunia!             | Something Fishy            | 12. Okt. 1991    | 2. Jan. 1999                                  | Steve Sustarsic                | 4308-028        |
| Der Strand von St. Erpelsburg ist mit Müll und Unrat überfüllt. Als einige Meerestiere anfangen, Darkwing, Quack und Kiki anzugreifen, erscheint auch die Hüterin der Meere Neptunia, die versucht, die Umwelt zu schützen. Auch wenn sie dadurch gute Absichten vorhat, Darkwing sieht den Fall ganz anders und bekämpft Neptunia. |           |                                 |                            |                  |                                               |                                |                 |
| 72 | 7         | Eisenbeiß plant ein großes Ding | Tiff Of The Titans         | 19. Okt. 1991    | 3. Jan. 1999                                  | Len Uhley                      | 4308-032        |
| F.O.W.L.-Agent Eisenbeiß will den F.I.N.K. stehlen, den Feind-Invasions-Neutralisierungs-Kampfkoloss, seine Dotterköpfe werden allerdings von Dingsbums Duck daran gehindert. Als dann noch Darkwing sein Versteck in einer Wäscherei ausfindig macht, kommt ihm dabei die Idee, ihn bei der St. Erpelsburger Flugschau als Halunken zu präsentieren, damit Dingsbums ihn aus dem Verkehr zieht und er ungestört den F.I.N.K. stehlen kann.                                   |           |                                 |                            |                  |                                               |                                |                 |
| 73 | 8         | Camilla, alias „das Chamäleon“  | Calm A Chameleon           | 26. Okt. 1991    | 4. Jan. 1999                                  | Dean Stefan                    | 4308-030        |
| Darkwing jagt die Schurkin Camilla, die sich in alles und jeden verwandeln kann, den sie will. Daher nennt man sie auch das Chamäleon. Sie stiehlt zwei Druckerpressen, um so viel Geld zu produzieren. Ihre Verwandlungskünste machen Darkwing zu schaffen, als auch noch Alfred durch seine Schuld eine Persönlichkeitsänderung durchmacht. |           |                                 |                            |                  |                                               |                                |                 |
| 74 | 9         | Der Prinz der tausend Planeten  | Battle Of The Brainteasers | 2. Nov. 1991     | 5. Jan. 1999                                  | Kevin Campbell & Brian Swenlin | 4308-009        |
| Alfred beobachtet den Absturz eines Meteoriten in der Nähe von St. Erpelsburg. Tatsächlich handelt es sich aber um ein Raumschiff mit den drei hutähnlichen Außerirdischen Flarg, Barada und Nektu, die andere Lebewesen als Wirte nutzen können, wenn sie diese sich auf die Köpfe festsetzen. Als diese sich Alfred, Darkwing und Quack zu Diensten machen, kommt es ganz allein auf Kiki an.                                                                               |           |                                 |                            |                  |                                               |                                |                 |
| 75 | 10        | Allez-hopp, Grizzlikopf!        | Bad Tidings                | 9. Nov. 1991     | 8. Jan. 1999                                  | Gary Klein & Dean Stefan       | 4308-038        |
| F.O.W.L. droht mit der Zerstörung der Erde mithilfe von unnatürlichen Tsunamis, sollten sie nicht ein enormes Lösegeld bekommen. Darkwing wird daher von S.H.U.S.H. beauftragt, die Organisation zu stoppen und die Erde zu retten. Zu seinem Entsetzen soll er aber mit seinem Erzrivalen Grizzlykopf im Team arbeiten. Trotz der enormen Gefahr, in der sich beide befinden, tun sich beide damit extrem schwer. Eisenbeiß wittert seine Chance, dadurch beide loszuwerden. |           |                                 |                            |                  |                                               |                                |                 |
| 76 | 11        | Zu schnell für Fiesoduck        | Going Nowhere Fast         | 16. Nov. 1991    | 6. Jan. 1999                                  | Gary Sperling                  | 4308-057        |
| Fiesoduck hat den ersten tragbaren Teilchenbeschleuniger gestohlen und geht damit auf Beutezug. Darkwing stellt sich ihm entgegen, wird aber von Fiesoduck mit dem Gerät beschossen. Dadurch ist er in der Lage, superschnell zu rennen. Jedoch hat diese Fähigkeit auch einen ganz fatalen Haken, denn je häufiger Darkwing rennt, um so schneller altert er und Fiesoduck ist gewillt, die Stadt zu terrorisieren.                                                          |           |                                 |                            |                  |                                               |                                |                 |
| 77 | 12        | Der Pinsel-Poker                | A Brush With Oblivion      | 23. Nov. 1991    | 7. Jan. 1999                                  | Mirith Schilder                | 4308-022        |
| Alfred wird im St. Erpelsburger Museum Zeuge, wie die künstlerische Schurkin Abstrusa Abstraka eine wertvolle Statue stiehlt und in einem Bild verschwindet. Weil ihm aber niemand die Geschichte glaubt, wird er für den Täter gehalten und das Vertrauen in ihn zu seinen Eltern und Darkwing schwindet. Kiki will Alfred helfen, die Wahrheit ans Tageslicht zu bringen, doch sie wird von Phoenix in einem Bild gefangen. Alfred ruft Darkwing zur Hilfe.                 |           |                                 |                            |                  |                                               |                                |                 |
| 78 | 13        | Der doppelte Wirrfuß            | The Merchant of Menace     | 30. Nov. 1991    | 9. Jan. 1999                                  | Peter Hastings                 | 4308-035        |
| Herb Wirrfuß ist ein erfolgreicher Vertreter für Quackerware. Als Darkwing jedoch von S.H.U.S.H. einen Auftrag erhält, einen gerissenen Gauner zu fassen, gerät sein Nachbar dabei in Gefahr, weil dieser Gauner allem Anschein nach Herb ist. Da Darkwing den Auftrag abgelehnt und an Grizzlykopf verloren hat, muss er sich um zwei Sachen kümmern: Herb zu beschützen und den wahren Gauner fassen.                                                                       |           |                                 |                            |                  |                                               |                                |                 |

### ABC Staffel 2 (1992)
| Nr. (ges.) | Nr. (St.) | Deutscher Titel                             | Originaltitel                    | Erstausstrahlung | Deutschsprachige Erstausstrahlung (Super RTL) | Drehbuch                                  | Produktionscode |
| --- | --------- | ------------------------------------------- | -------------------------------- | ---------------- | --------------------------------------------- | ----------------------------------------- | --------------- |
| 79 | 1         | Zu Gast auf Schloss Makaberstein            | Monsters R Us                    | 12. Sep. 1992    | 12. Jan. 1999                                 | Michael Maurer                            | 4308-085        |
| Durch ein Versehen landen Darkwing, Quack und Kiki in ein Paralleluniversum auf Schloss Makaberstein, wo Darkwings Liebe Morgana aufgewachsen ist. Dabei lernen sie Morganas eigenwillige Familie kennen, die Normalos eigentlich verabscheut. Dennoch dulden sie sie aufgrund Morganas Anweisung. Als Morganas Vater Malokulo sie jedoch in Monster verwandelt und die drei ins Dorf abwandern, droht eine Katastrophe. |           |                                             |                                  |                  |                                               |                                           |                 |
| 80 | 2         | Der Erpel’sche Stammbaum                    | Inherit The Wimp                 | 19. Sep. 1992    | 11. Jan. 1999                                 | Gordon Bressack                           | 4308-084        |
| Kiki muss einen Aufsatz über ein Familienmitglied schreiben. Da sie ihren Adoptivvater auserwählte, schreibt sie, dass er Darkwing Duck sei, was dieser aber wegen der Tarnung nicht zulassen kann. Daher erzählt er ihr ein wenig von seinen Vorfahren, die allesamt Helden waren. Als Darkwing unterwegs ist, um Megavolt zu bekämpfen, nutzt Kiki Quackerjacks Zeitkreisel, um alle Vorfahren in die Gegenwart zu holen. Unglücklicherweise sind sie nicht das, was die Geschichtsbücher zu schreiben vermochten.                                                             |           |                                             |                                  |                  |                                               |                                           |                 |
| 81 | 3         | Die Rückkehr der außerirdischen Schmarotzer | Revenge Of The Brainteasers, Too | 26. Sep. 1992    | 10. Jan. 1999                                 | Charlie Howell                            | 4308-083        |
| Seit Alfred den hutähnlichen Außerirdischen Flarg, Barada und Nektu das Handwerk legte, wünscht sich Flarg nichts so sehr, wie Rache an ihm zu nehmen. Dank Flargs Liebschaft können die drei ausbrechen. Sie planen Katastrophen mithilfe des Disharmonisators auszulösen, der von Alfred aktiviert werden soll. Erneut müssen Kiki und Alfred das Weltall und ihre Bewohner retten. |           |                                             |                                  |                  |                                               |                                           |                 |
| 82 | 4         | Doris und Darkwing                          | Star Crossed Circuits            | 3. Okt. 1992     | 13. Jan. 1999                                 | Bill Motz & Robert Roth                   | 4308-086        |
| Darkwing gelangt dank S.H.U.S.H. in den Besitz des Supercomputers D-2000, der nicht nur sein Privatleben, sondern auch die Verbrecherjagd enorm erleichtert. Doch schon bald lernt er auch die Schattenseiten kennen, D-2000 schafft es, die Verbrecher effektiver zu bekämpfen und Darkwing und Quack nutzlos zu machen. Die Lage droht zu eskalieren, als D-2000 durch das Abspielen von Seifenopern zu Doris wird, die sich unsterblich in Darkwing verliebt hat. |           |                                             |                                  |                  |                                               |                                           |                 |
| 83 | 5         | Der Erpel ist kein feiges Huhn              | The Steerminator                 | 10. Okt. 1992    | 14. Jan. 1999                                 | Tad Stones & Dev Ross                     | 4308-089        |
| Während Darkwing mit zwei gebrochenen Beinen im Rollstuhl sitzt, gelingt es F.O.W.L. unter Ausführung von Eisenbeiß, den totgeglaubten Torro Bulba als Cyborg mit neuen und stärkeren Waffen wiederzubeleben. Doch der weigert sich, der Organisation als Top-Agent zu dienen, und zerstört Eisenbeiß' Basis. Als er erfährt, dass auch Darkwing die Explosion überlebt hat, sinnt er auf Rache und beginnt eine brutale Jagd auf ihn. |           |                                             |                                  |                  |                                               |                                           |                 |
| 84 | 6         | Kiki im Kampf mit sich selbst               | Frequency Fiends                 | 17. Okt. 1992    | 16. Jan. 1999                                 | Bill Motz & Robert Roth                   | 4308-091        |
| Darkwing hat eine neue Waffe von S.H.U.S.H. erhalten, mit der er unglückerweise Kiki bestrahlt hat. Diese Waffe hat Kikis drei schlechtesten Charaktereigenschaften in Form von Energiewesen manifestiert. Als Licht-, Thermo- und Radiowelle sorgen die drei in Kikis Gestalt für Zerstörung und Chaos in St. Erpelsburg. Notgedrungen bleibt Darkwing nichts anderes übrig, als sich mit seinem Erzrivalen Megavolt zu verbünden, um die drei aufzuhalten. |           |                                             |                                  |                  |                                               |                                           |                 |
| 85 | 7         | Wenn zwei Helden sich streiten …            | Paint Misbehavin’                | 24. Okt. 1992    | 15. Jan. 1999                                 | Matt Uitz                                 | 4308-090        |
| Darkwing und Kiki sind als Ehrengäste auf einer Comic-Convention eingeladen. Da sich Kiki als die Superheldin „Scharlachrote Quackine“ mit großen Bogenschützen-Fähigkeiten ausgibt, kommt es zum Streit mit ihrem Adoptivvater, der in ihr eine Konkurrentin sieht, zu viel für das Ego des Erpels. In der Zwischenzeit nutzt Abstrusa Abstraka ihre künstlerischen und schurkischen Fähigkeiten aus, um die Stadt nach ihren Vorstellungen umzugestalten. Darkwing und Kiki verbünden sich widerwillig.                                                                        |           |                                             |                                  |                  |                                               |                                           |                 |
| 86 | 8         | Die Hokus-Pokus-Akademie                    | Hot Spells                       | 31. Okt. 1992    | 17. Jan. 1999                                 | John Behnke & Rob Humphrey & Jim Peterson | 4308-092        |
| Morgana Makaber wird wegen ihrer Arbeit und ihrer geschäftlichen Erfolge von ihrer einstigen Schule, der Hokus-Pokus-Akademie, ausgezeichnet. Auch Darkwing und Kiki lassen sich das nicht entgehen, genauso wenig wie Morganas Familie, deren Oberhaupt Malokulo sich wieder mit dem Erpel anlegt. Kiki wünscht sich nichts so sehr, als an dieser Schule beim Unterricht teilzunehmen, was ihr gewährt wird. Allerdings ist sie eher erfolglos, was der Teufel ausnutzt, um mit Kiki seinen Schabernack zu treiben.                                                            |           |                                             |                                  |                  |                                               |                                           |                 |
| 87 | 9         | RPL-Aktuell                                 | Fraudcast News                   | 7. Nov. 1992     | 20. Jan. 1999                                 | Bill Motz & Robert Roth                   | 4308-095        |
| Der Sender „RPL-Aktuell“ hat sehr niedrige Einschaltquoten. Um die Quote zu erhöhen, entscheidet die Nachrichtensprecherin Sabine, eine Reihe über Darkwing Duck zu machen. Da es aber an einem echten Gegenspieler für Darkwing fehlt, ist auch diese Serie sehr uninteressant. Also entscheidet sich Sabine, in der Rolle als „Vespa Vandalisma“ eine Superschurkin zu mimmen. Und schon nach wenigen Auftritten findet Sabine das Leben als Superschurkin viel attraktiver …                                                                                                  |           |                                             |                                  |                  |                                               |                                           |                 |
| 88 | 10        | Der Mega-Funken-Halunke                     | Clash Reunion                    | 14. Nov. 1992    | 19. Jan. 1999                                 | Bill Motz & Robert Roth                   | 4308-094        |
| Darkwing wird zum Klassentreffen eingeladen und schwelgt in Erinnerung. Beim Anblick des ehemaligen Klassenkameraden Ottokar Funkenspotz wird Kiki klar, dass es sich um Megavolt handelt. Daher vermutet Darkwing, dass der unter Strom stehende Schurke das Klassentreffen für schurkische Zwecke nutzen könnte. Tatsächlich hat Megavolt vor, die Schule zu zerstören. Darkwing stellt sich ihm in den Weg, doch während des Kampfes schafft es Megavolt, Darkwing die Maske abzunehmen, weswegen seine Identität auffliegt. Gedemütigt zieht sich Darkwing daraufhin zurück. |           |                                             |                                  |                  |                                               |                                           |                 |
| 89 | 11        | Darkwing und Goliath                        | Mutantcy On The Bouncy           | 21. Nov. 1992    | 18. Jan. 1999                                 | Michael Maurer                            | 4308-093        |
| Kiki fängt an, für die Schülerzeitung zu arbeiten. Währenddessen erhält Darkwing den Auftrag, ein Verbrechen aufzuklären, das vom mysteriösen Gummigickel begangen werden soll – dieser hat Mutantenkräfte und entkommt so seiner Verhaftung. Bei dem Versuch, ihn aufzuspüren, kommen Darkwing immer mehr Mutanten in die Quere … |           |                                             |                                  |                  |                                               |                                           |                 |
| 90 | 12        | Morganas Restaurant                         | Malice’s Restaurant              | 5. Dez. 1992     | 21. Jan. 1999                                 | Matt Uitz                                 | 4308-097        |
| Mit „Bella Morbida“ hat Darkwings Liebe Morgana ein Gruselrestaurant eröffnet. Darkwing selbst ist aber von Morganas Speiseplan wenig angetan, was in einem Streit endet. Das führt dazu, dass Morgana Darkwings Nachbarn, die Wirrfußes, kennenlernt und Freundschaft mit ihnen schließt. Das bringt ihr sämtliche Empfehlungen für das Restaurant, doch Darkwings Doppelgänger Fiesoduck möchte ihr die Gruselsuppe versalzen. |           |                                             |                                  |                  |                                               |                                           |                 |
| 91 | 13        | Darkwing und die Dinos                      | Extinct Possibility              | 12. Dez. 1992    | 22. Jan. 1999                                 | Tad Stones & Dev Ross                     | 4308-096        |
| Das Museum von St. Erpelsburg hat Darkwing beordert, weil man einen Doppelgänger von ihm in einem Millionen Jahre alten Bernstein entdeckt hat. Das lässt ihm keine Ruhe, und so reist er mithilfe von Quackerjacks Zeitkreisel zurück in die Zeit der Dinosaurier. Doch bevor er das Mysterium des Bernsteins lösen kann, stockt ihm erst einmal der Atem, als er sieht, dass die Dinosaurier zivilisierter und technisch fortgeschrittener sind als die Biologiebücher preisgaben.                                                                                             |           |                                             |                                  |                  |                                               |                                           |                 |